# Kōichi Morita
Kōichi Morita (森田 公一 Morita Kōichi?) (nacido el 25 de febrero de 1940), es un compositor y cantante japonés que lanzó su carrera musical a finales de años 1960 y había ganado gran éxito comercial durante la década de años 1970.
A menudo se asoció con el letrista Yū Aku y orquestador Junichi Makaino, y se convirtió en el éxito top 10 en la lista Oricon japonés. Siete de sus composiciones se ha coronado en la lista de éxitos japonesa, incluyendo "Hitori ja Nai no" por Mari Amachi, "Chiisana Koi no Monogatari" por Agnes Chan, y "Hajimete no Dekigoto" por Junko Sakurada. Su canción más exitosa es "Seishun Jidai", lanzado en 1976, su éxito único como intérprete, que ha vendido más de un millón de copias.
Su álbum recopilatorio 40º aniversario de 2 discos, "Golden☆Best Kōichi Morita" (GOLDEN☆BEST 森田公一?) lanzado el 20 de enero de 2010, con las canciones que ha escrito y compuesto para otros artistas, como Eigo Kawashima, Akiko Wada, Candies y Mari Amachi, así como su propia sencillo, Seishun Jidai.

## Composiciones notables
- Mari Amachi
  - "Hitori ja Nai no", "Niji wo Watatte" (1972)
  - "Wakaba no Sasayaki", "Koisuru Natsu no Hi", "Sora Ippai no Shiawase" (1973)
  - "Koibitotachi no Minato", "Koi to Umi to T-Shirt to", "Omoide no Serenade" (1974)
- Björn y Benny
  - "Love Has Its Ways" (1972)
- Candies
  - "Anata ni Muchū" (1973)
  - "Soyokaze no Kuchizuke", "Abunai Doyōbi" (1974)
  - "Heart no Ace ga Detekonai" (1975)
- Agnes Chan
  - "Hinageshi no Hana" (1972)
  - "Chiisana Koi no Monogatari" (1973)
- Naomi Chiaki
  - "Nee Anta"
- Yuki Hide
  - "Seishun no Tabidachi" (1978)
- Mako Ishino
  - "Haru La! La! La!" (1980)
- Eigo Kawashima
  - "Jidai Okure" (1986)
- Naoko Ken
  - "Uwasa no Otoko" (1973)
- Akira Kobayashi
  - "Yume'n Naka" (1978)
- The Lilies
  - "Suki yo Captain" (1975)
- Yoshito Machida
  - "10oku kōnen no Ai" (1980)
- Ato Mizumori and the Top Gallants
  - "Minami no Shima no Hamehameha Daiō"
- Koichi Morita
  - "Seiun no Uta"
  - "Geshukuya" (1976, con Top Gallants)
  - "Seishun Jidai" (1976, con Top Gallants)
  - "Omoide no Piano", "Sugite Shimaeba" (1977, con Top Gallants)
- Ryoko Moriyama
  - "Aisuru Hito ni Utawasenaide" (1968)
- Nana Okada
  - "Seishun no Sakamichi" (1976)
- Kumiko Osugi
  - "Don Chuck to Issho ni" (1975)
- Akiko Ozawa
  - "Zenryaku Konotabi Hikkoshimashita" (1995)
- Ikue Sakakibara
  - "Bus Tsūgaku","Wagamama Kinyoubi" (1977)
- Junko Sakurada
  - "Kiiroi Ribbon", "Hajimete no Dekigoto" (1974)
  - "17 no Natsu" (1975)
  - "Natsu ni Goyoujin" (1976)
  - "Kimagure Venus" (1977)
- Akiko Wada
  - "Ano Kane wo Narasunowa Anata" (1972)
  - "Mō Ichido Futari de Utaitai" (1986)